# یواس‌سی‌جی‌سی مینه‌تونکا (دبلیواچ‌ئی‌سی-۶۷)
یواس‌سی‌جی‌سی مینه‌تونکا (دبلیواچ‌ئی‌سی-۶۷) (به انگلیسی: USCGC Minnetonka (WHEC-67)) یک کشتی بود که طول آن 254’oa; 245’bp بود.